# Randy Turpin

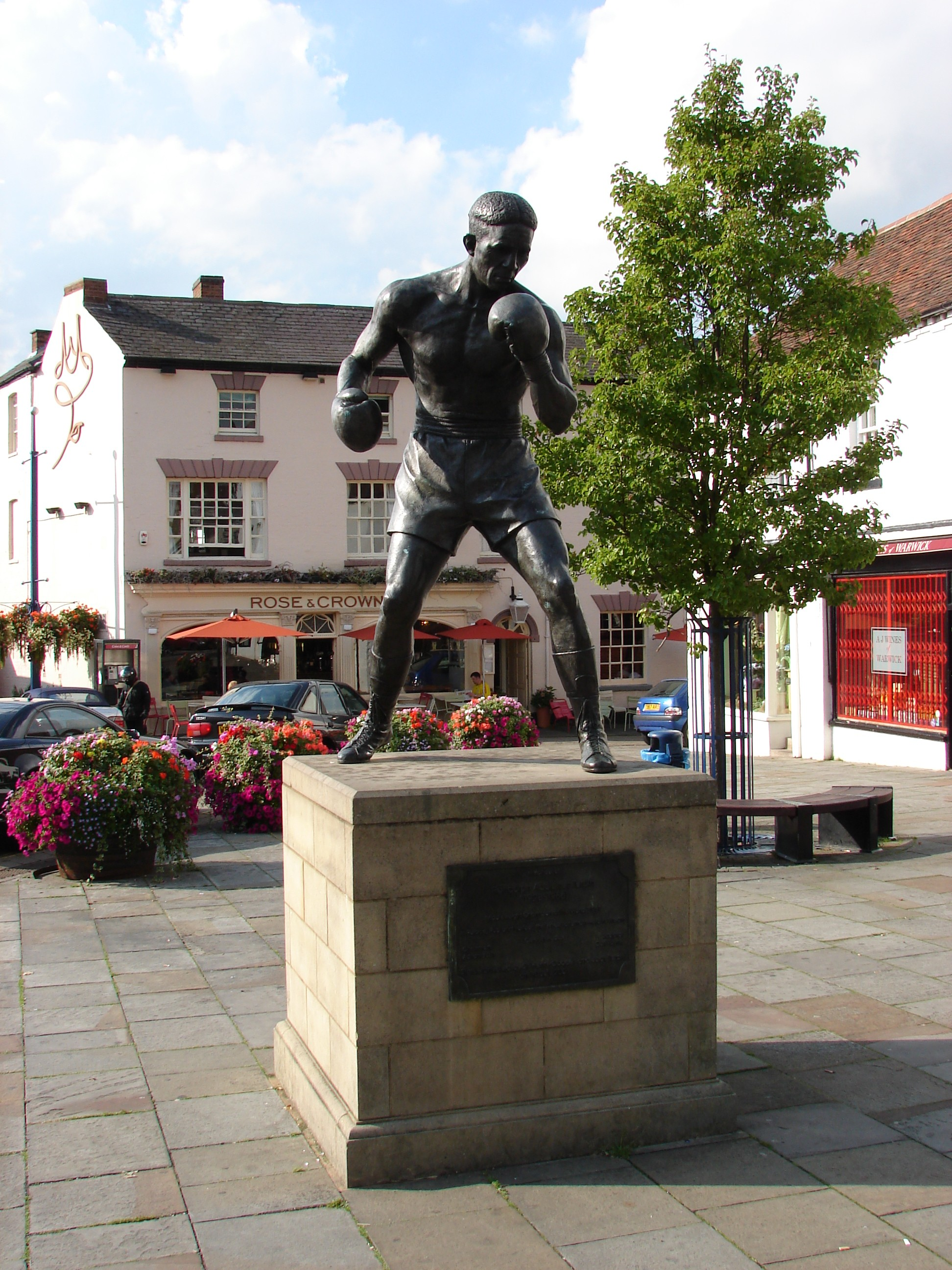
Statue in Warwick zu Ehren Turpins

Randy Turpin (* 7. Juni 1928 in Leamington Spa als Randolph Adolphus Turpin; † 17. Mai 1966) war ein englischer Boxer. Sein Vater stammte aus Guyana und wurde an der Sommefront im Ersten Weltkrieg Opfer eines Gasangriffs, er starb nach Randys Geburt an den Spätfolgen. Seine Brüder Dick und Jackie Turpin waren ebenfalls professionelle Boxer.

## Amateur
Als erster „Schwarzer“ (streng genommen Mulatte) und jüngster Boxer gewann er 1945 eine Amateurmeisterschaft der „Amateur Boxing Association“ im Weltergewicht. Seine Bilanz war 95-5.

## Profi
Turpin wurde 1946 Profi. Nach einer Serie von 18 Siegen bei einem Unentschieden kam es 1948 zu einer ersten persönlichen Krise, die ihm auch zwei Ringniederlagen einbrachte. Er gewann jedoch in beiden Fällen die Rückkämpfe. Er schlug 1949 den Belgier Cyrille Delannoit, 1950 den Amerikaner Tommy Yarosz und gewann 1951 die Europameisterschaft im Mittelgewicht durch einen Erstrunden-KO gegen Luc van Dam.
Am 10. Juli 1951 kam es zum Kampf der seine Karriere definieren sollte. Er schlug Sugar Ray Robinson, der zu diesem Zeitpunkt in 131 Kämpfen nur einmal verloren hatte und gewann den Mittelgewichtsweltmeistertitel. Robinson war auf Europareise gewesen und hatte nicht speziell für diesen Kampf trainiert. Schon zwei Monate später gewann Robinson den Rückkampf in New York vor über 60.000 Zuschauern durch technischen KO in der zehnten Runde.
Turpin schlug daraufhin 1952 Don Cockell im Kampf um den britischen Halbschwergewichtstitel und gewann 1953 vor 54.000 Zuschauern gegen Charles Humez erneut die Europameisterschaft.
Doch das sollten seine letzten Triumphe sein, er bekam große Gewichtsprobleme und unterlag im Oktober 1953 Carl Olsen im Kampf um den nach Robinsons Rücktritt vakant gewordenen Mittelgewichtsweltmeistertitel. Wenig später wurde er in New York zudem der Vergewaltigung bezichtigt. Der Fall wurde außergerichtlich mit der Zahlung von 3500 Dollar gelöst, bevor es zu einer Verhandlung kam.
Im Mai 1954 ging er gegen den Italiener Tiberio Mitri in der ersten Runde KO und verlor dadurch seine Europameistertitel. 1956 unterlag er Hans Stretz. 1958 beendete er seine Karriere, kehrte jedoch 1963 aufgrund finanzieller Probleme noch einmal kurzfristig für zwei Kämpfe in den Ring zurück. 1966 beging er Selbstmord.
2001 wurde Turpin in die International Boxing Hall of Fame aufgenommen.